# Oscar Hammerstein (advocaat)
Oscar Hammerstein (Rotterdam, 20 februari 1954) is een voormalige Nederlandse advocaat.

## Levensloop

### Beginjaren
Hammerstein werd geboren in een gezin met acht kinderen. Na zijn Atheneum B-diploma te hebben behaald ging hij in 1975 op aanraden van zijn vader rechten studeren aan de Rijksuniversiteit Leiden, waar hij in 1981 afstudeerde in civielrecht. Tijdens zijn studententijd was hij lid van Leidse Studenten Vereniging 'Minerva'. Hij was lid en praeses van het daaraan verbonden Pro Patria, de Leidse studentenweerbaarheid.

### Carrière
Na deze studie begon hij zijn carrière bij het toenmalige advocatenkantoor Blackstone, Rueb & Van Boeschoten. In 1982 werd hij lid en van 1985 tot 1995 was hij voorzitter van de Nederlandse Filmkeuring. In 1989 begon hij samen met Frits Salomonson een praktijk die later onderdeel werd van de maatschap Boekel de Néree.
Op 16 maart 1994 werd Hammerstein opgepakt, omdat Fred Teeven, destijds officier van justitie in Amsterdam, hem ervan verdacht dat zijn werk voor criminelen verder ging dan alleen als verdediger. Zo zou hij betrokken zijn geweest bij het witwassen van geld voor de crimineel en drugshandelaar Johan Verhoek (beter bekend als de Hakkelaar). Hammerstein zat zes weken vast, maar werd uiteindelijk op alle punten vrijgesproken. Wel oordeelde het hof in een obiter dictum dat hij bij het aannemen van de zaak van de Surinaamse rijsthandelaar Shyam Guptar lichtvaardig te werk zou zijn gegaan. Het naar aanleiding daarvan ingestelde onderzoek van de Raad van Toezicht (het tuchtcollege voor de advocatuur) pleitte Hammerstein ook daarvan vrij; de Raad oordeelde op 16 april 1996 dat “niet was gebleken dat Hammerstein had moeten twijfelen aan de juistheid van hetgeen hem was verteld over de herkomst van het geld en dat aanvaarding en behandeling niet lichtvaardig genoemd konden worden”. Tijdens zijn detentie werd hij uit de maatschap Boekel de Néree gezet. Hammerstein diende een klacht tegen de maatschap in bij de Nederlandse Orde van Advocaten, omdat hij onbehoorlijk behandeld zou zijn. Ook eiste Hammerstein 1,2 miljoen gulden van de Staat der Nederlanden, vanwege de zes weken dat hij opgesloten had gezeten, welke eis door de rechter werd afgewezen.
Op 24 november 1994 werd een bomaanslag gepleegd op de kunstenaar Rob Scholte. Toen deze wegreed uit de Laurierstraat, ontplofte een handgranaat onder zijn donkerblauwe BMW 525i. Scholte raakte zwaargewond en zijn beide benen moesten boven de knie worden geamputeerd. Een van de theorieën was dat de aanslag was bedoeld voor Hammerstein, maar dat de dader zich in de auto had vergist. Hammerstein reed in eenzelfde type BMW - van dezelfde kleur en met bijna hetzelfde nummerbord -, die in de buurt stond. De vermeende verwisseling van auto's is nooit vast komen te staan en het onderzoek naar de aanslag op Scholte is vastgelopen.
Ook na 1994 kwam Hammersteins naam regelmatig in de pers als advocaat in allerlei zaken. In 2000 begon hij samen met Gerard Spong een advocatenkantoor. Dat jaar begon ook de zaak rond Nina Brink van internet provider World Online (WOL). Bijna meteen bij de beursintroductie zakte de koers fors in. In de prospectus werd verbloemd dat zij kort tevoren aandelen had verkocht, waarbij bovendien de prijs per aandeel ver onder de introductiekoers lag. Zowel de rechtbank als (in hoger beroep) het hof verklaarde de eisers niet-ontvankelijk. In die periode was Hammerstein tevens voorzitter van de Coornhert-Liga; een vereniging voor strafrechthervorming.
Na de moord op Pim Fortuyn in mei 2002, klaagde hij zowel enkele journalisten als politici aan, omdat zij meegewerkt zouden hebben aan het demoniseren van Fortuyn. Het beklag werd door het Hof in alle gevallen afgewezen. Hierover heeft Hammerstein samen met Spong het boek Vervolg ze tot in de hel geschreven. Verder is hij actief geweest binnen de politieke partij Lijst Pim Fortuyn (LPF), maar eind 2003 trad hij samen met vastgoedhandelaar Ed Maas af als LPF-bestuurder.
In februari 2011 kregen Spong en Hammerstein onenigheid. Het is altijd onduidelijk gebleven waarom het ging. Dat betekende wel dat Hammerstein met zijn medewerkers op de Herengracht een eigen kantoor begon onder de naam Hammerstein Advocaten N.V.
Een week later werd bekend dat Riny Schreijenberg beslag had laten leggen op bezittingen van Hammerstein. Schreijenberg stelde 7 miljoen euro tegoed te hebben, wegens schade die was ontstaan, doordat Hammerstein, die in 2005 zijn advocaat was in een geschil met Sony Music Entertainment, niet was komen opdagen en had verzuimd hoger beroep in te stellen. De Rechtbank van Amsterdam wees bij tussenvonnis van 1 februari 2012 de vorderingen van Schreijenberg voor een deel van ca. € 300.000 toe en droeg hem op nader inzicht te geven in een ander deel van de schade. Bij eindvonnis van 18 juli 2012 wees de rechtbank alle vordering van Schreijenberg alsnog af en werd Schreijenberg in de kosten ad € 14.258,= veroordeeld.
In februari 2014 bracht Hammerstein bij Meulenhoff een boek uit, Ik heb de tijd, waarin hij vertelt over zijn Leidse studententijd, zijn besmetting met het HIV-virus en zijn carrière als advocaat. Hammerstein beweert in zijn boek onder meer, dat de toenmalige officieren van Justitie Fred Teeven en Martin Witteveen bewijs zouden hebben vervalst om hem in 1994 te kunnen arresteren.
Ter gelegenheid van Koningsdag 2015 werd hij benoemd tot Ridder in de Orde van Oranje-Nassau.
In februari 2021 werd bekend dat hij de anonieme advocaat was van Nabil B. uit het Marengo-proces. Eveneens in februari 2021 maakte Hammerstein bekend dat hij zijn actieve loopbaan als advocaat had beëindigd. Op 17 december 2021 werd Hammerstein door de Raad voor Discipline van het tableau geschrapt, nadat er klachten, van onder anderen Peter R. de Vries, waren ingediend gedurende de tijd dat Hammerstein advocaat was van Nabil B. Zijn kandidatuur namens de VVD voor de Amsterdamse gemeenteraadsverkiezingen in 2022 trok hij na de schrapping in. Hammerstein ging in beroep tegen zijn schrapping maar op 17 februari 2023 bevestigde het Hof van Discipline de eerdere beslissing, waarmee deze definitief werd.

### Bestseller 60
| Boeken met noteringen in de Nederlandse Bestseller 60 | Jaar van verschijnen | Datum van binnenkomst | Hoogste positie | Aantal weken | Opmerkingen |
| ----------------------------------------------------- | -------------------- | --------------------- | --------------- | ------------ | ----------- |
| Geachte Confrère, liever geschrapt dan vermoord       | 2025                 | 28-05-2025            | 32              | 1            |             |

- International Standard Name Identifier: 0000 0000 3581 7695
- Library of Congress Control Number: n2003110411
- Nationale Bibliotheek van Israël: 987007403042605171
- Nederlandse Thesaurus van Auteursnamen: 188609512
- Virtual International Authority File: 43682390
- WorldCat: E39PBJg4jKgpYFx4t7yVWjrTHC